# Město

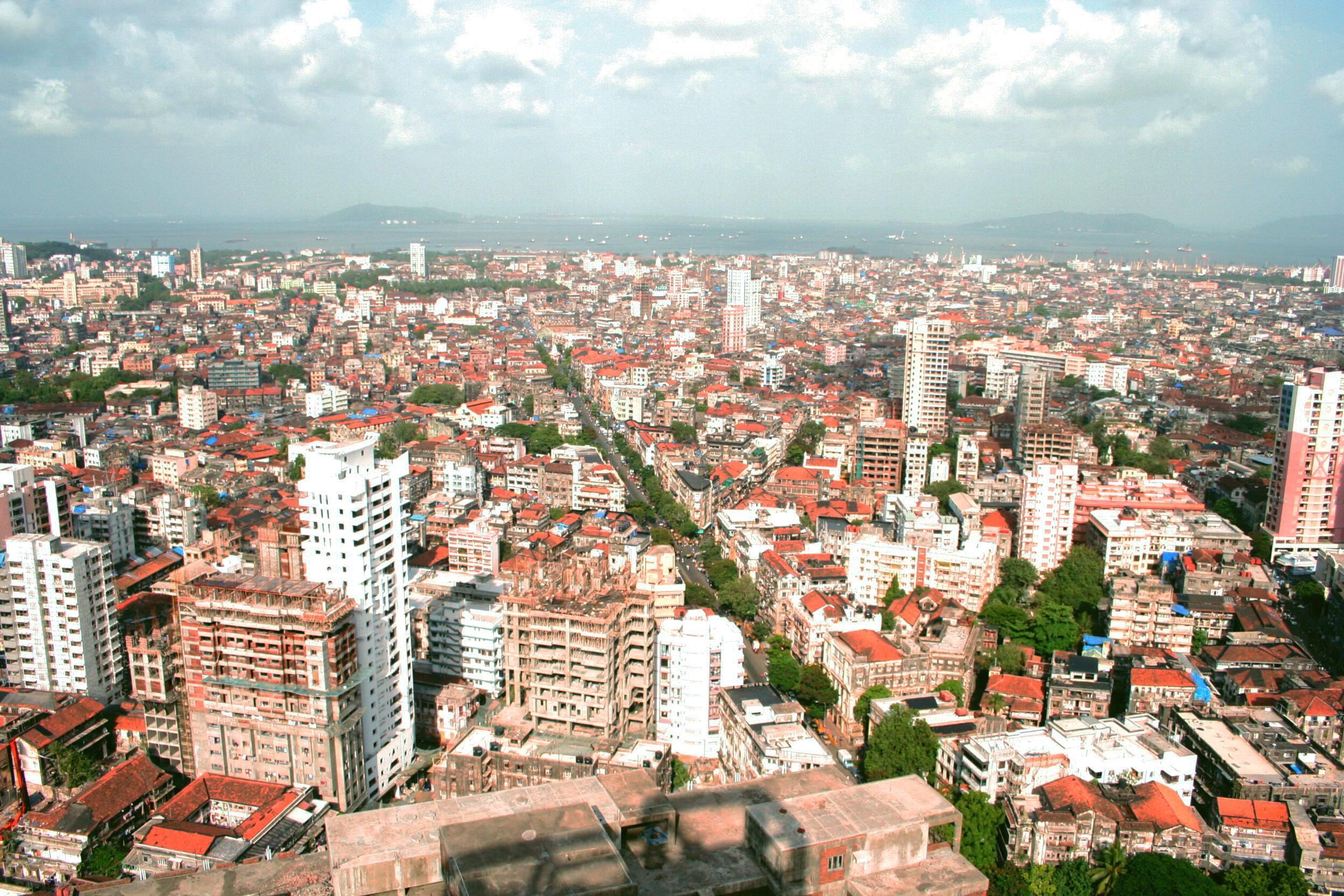
Bombaj (Mumbaí) – jedno z nejlidnatějších měst světa

Město je sídelní geograficky vymezený útvar, pro který je charakteristický soubor znaků, jenž jej odlišuje od vesnice. Jsou to především relativní velikosti ve srovnání s vesnicemi, vysoká hustota osídlení, kompaktnost a koncentrace zástavby, typická demografická, sociální a profesní struktura obyvatel (obvykle nepracují v zemědělství, ale naopak v obchodu, průmyslu, službách) a poskytování správních, vzdělávacích, obchodních a kulturních funkcí pro širší okolí.
Pro město je také specifický městský způsob života, který je na rozdíl od venkovského více neosobní, anonymní a účelový. Obyvatelům měst klesá počet osobních vztahů a sociálních kontaktů, naopak roste počet profesionálních vztahů a fyzických kontaktů. Ve městech se také proto koncentrují sociálně patologické jevy jako zločinnost, prostituce, závislosti nebo rozpady manželství atd.
Filosoficky se otázkou města a jeho vztahu k vesnici zabýval Jan Sokol. Soubor esejů s myšlenkami o vztahu města a vesnice napsal v době druhé světové války esejista Petr Den (Ladislav Radimský) a nazval je Pětkrát Kolín. Později vyšly knižně i pod názvem Město.
V Rakousko-Uhersku a Československu se až do roku 1939 status města nebo městyse vztahoval v případě obcí skládajících se z více osad (sídelních útvarů) pouze na příslušnou osadu, nikoliv na celou obec. V České republice se v současnosti za město pokládá vždy celá obec, které byl udělen status města, a to včetně vesnic, které jsou součástí takové obce. V Česku bylo ke květnu 2023 celkem 610 měst, z toho 27 měst se statusem statutárního města (včetně hlavního města Prahy).

## Historie

### Vznik měst
Za první zjištěné předchůdce dnešních měst (tzv. „protoměsta") jsou považovány starověká města Jericho a Catal Huyük, která vznikla kolem let 9000-5200 před naším letopočtem. V osadě Catal Huyük žilo necelých 10 tisíc lidí. Další skutečně velká města vznikala v Mezopotámii poblíž řek Eufrat a Tigris. Města jako Ur nebo Uruk měla kolem 50 tisíc obyvatel a byla opevněná.
Vznik měst umožnila neolitická revoluce, která přinesla zemědělství. To způsobilo, že více lidí mohlo bydlet na jednom místě. Větší populační hustota přináší inovace, lepší konkurenceschopnost a obecně větší prosperitu.

### Vznik středověkých měst – kontinuita antických měst

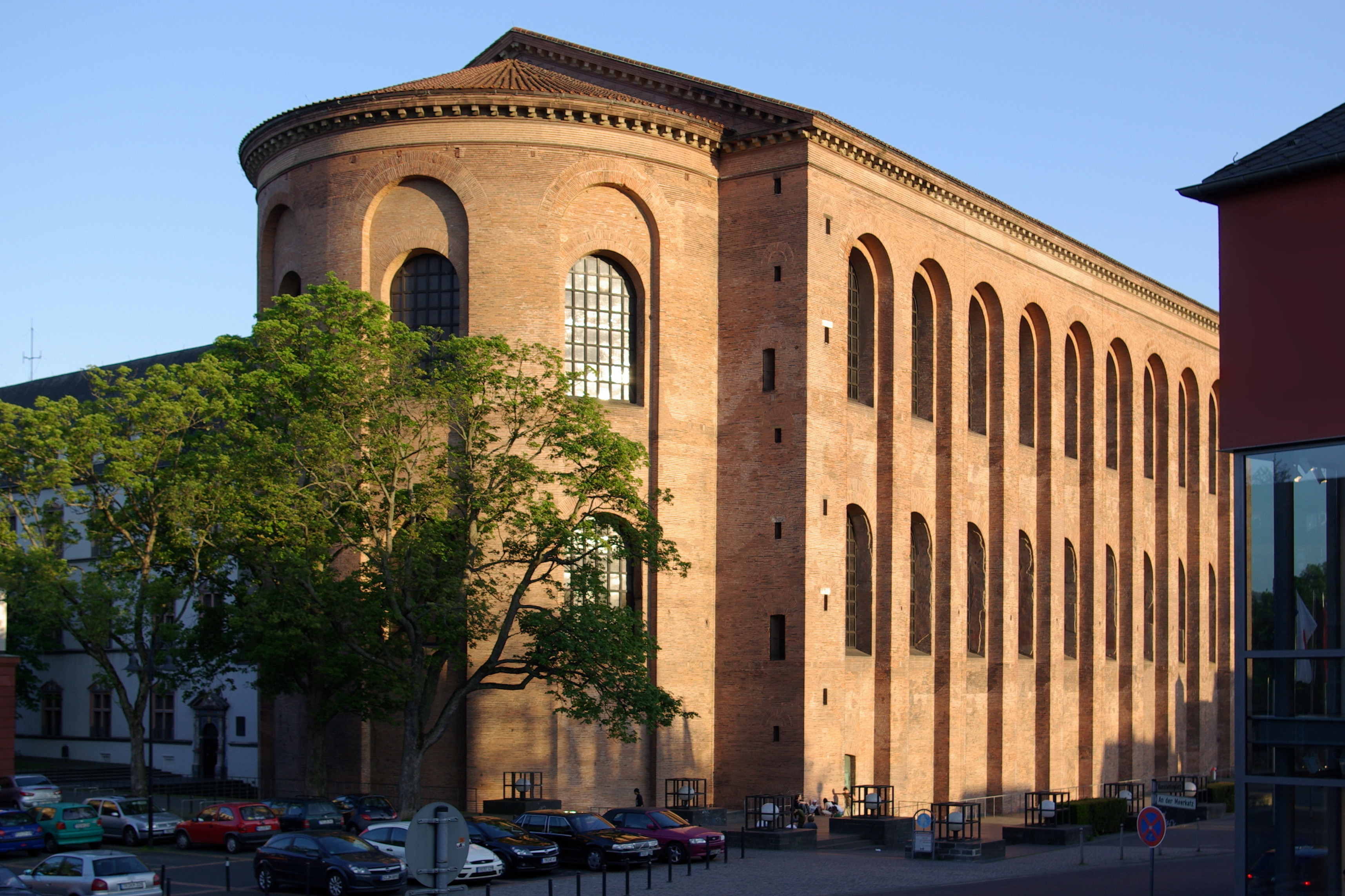
Konstantinova bazilika v Trevíru v raném středověku sloužila jako královský palác

Se zánikem západořímské říše došlo k náhlému civilizačnímu poklesu nejen ve Středomoří, ale společenské změny se dotkly všech oblastí, kam v Evropě zasahovala moc Římanů. S tímto trendem souvisel i částečný nebo úplný zánik antických měst na území římských provincií. Během doby stěhování národů došlo k opuštění velkého množství z nich, z mnohých se stala pouze nevelká sídliště osídlená nově příchozími barbary. Mezi historiky se uvažuje o určité kontinuitě antických měst hlavně v Porýní během raného středověku.
Je pravda, že část těchto kdysi měst zůstala osídlena, ale jednalo se spíše o utilistické užití antických monumentálních budov elitou, hlavně církví. Nejednalo se o pokračování města v jeho antické podobě a jeho centrálních funkcích. Je také pravdou, že se tato trvale osídlená místa (většinou s hiátem v 5. století) stala základem pro mnohá raně středověká centra, z kterých se během vrcholného středověku vyvinula města.
Příkladem takového sídla může být Trevír (Augusta Treverorum), který „přežil“ pád západořímské říše, byl osídlen Franky, kteří užívali některé antické budovy: z baziliky se stal královský palác, císařské lázně byly přeměněny na soudní dvůr. Celek ovšem fungoval jinak a neplnil již ony funkce, které zastával dříve Trevír i např. jako císařské sídlo a křesťanské centrum s populací 60 až 80 tisíc (nyní pokleslé na 2 až 4 tisíce). Dalšími pokračujícími antickými městy byly Kolín nad Rýnem (Colonia Claudia Ara Agrippinensis), Mohuč (Mogontiacum) nebo Štrasburk (Argentorate).

### Vznik raně středověkých center
Během raného středověku (konkrétní doba se lišila region od regionu) začala vznikat polyfunkční centrální místa, zpravidla hustěji osídlená obyvatelstvem, které se živilo jinak než zemědělskou výrobou. Jednalo se většinou o místa v blízkosti hradů, hradišť či šlechtických nebo biskupských sídel, kde se v řemeslnicko-trhových osadách kumulovali řemeslníci a obchodníci zásobující elitu, ale také vojáci nutní k politické kontrole oblasti. Typickým příkladem může být Praha nebo Litoměřice. Jako další přirozené centrum sloužila církevní sídla, hlavně kláštery, kde bylo nutné obhospodařovat jejich hospodářské zázemí. Takovým typickým klášterem s centrálními funkcemi se stal např. St. Gallen. Dále se takto osídlovaly i výhodné pozice při obchodních cestách a na křižovatkách cest, u brodů apod.
K poznání těchto některých sídlišť s centrální funkcí přispěly systematické archeologické výzkumy v Dublinu, Yorku, Dorestadu, Haithabu, Birce, Wolině, Kolobřehu, Trusu nebo Novgorodu.

### Znaky vrcholně středověkého města

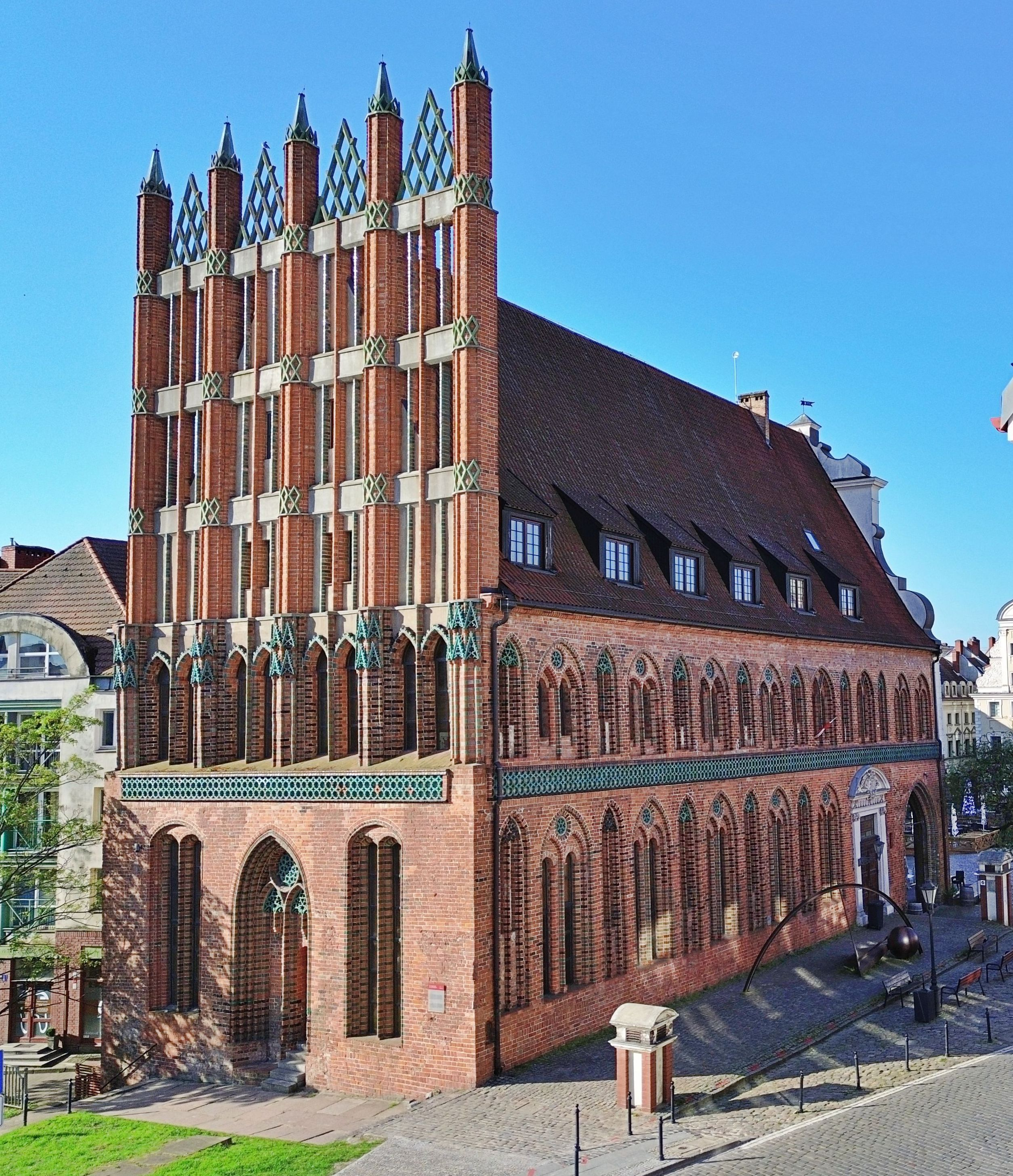
Gotická stará radnice z 15. století, na místě dřevěného domu z 13. století, Štětín (Polsko). Nyní Národní muzeum

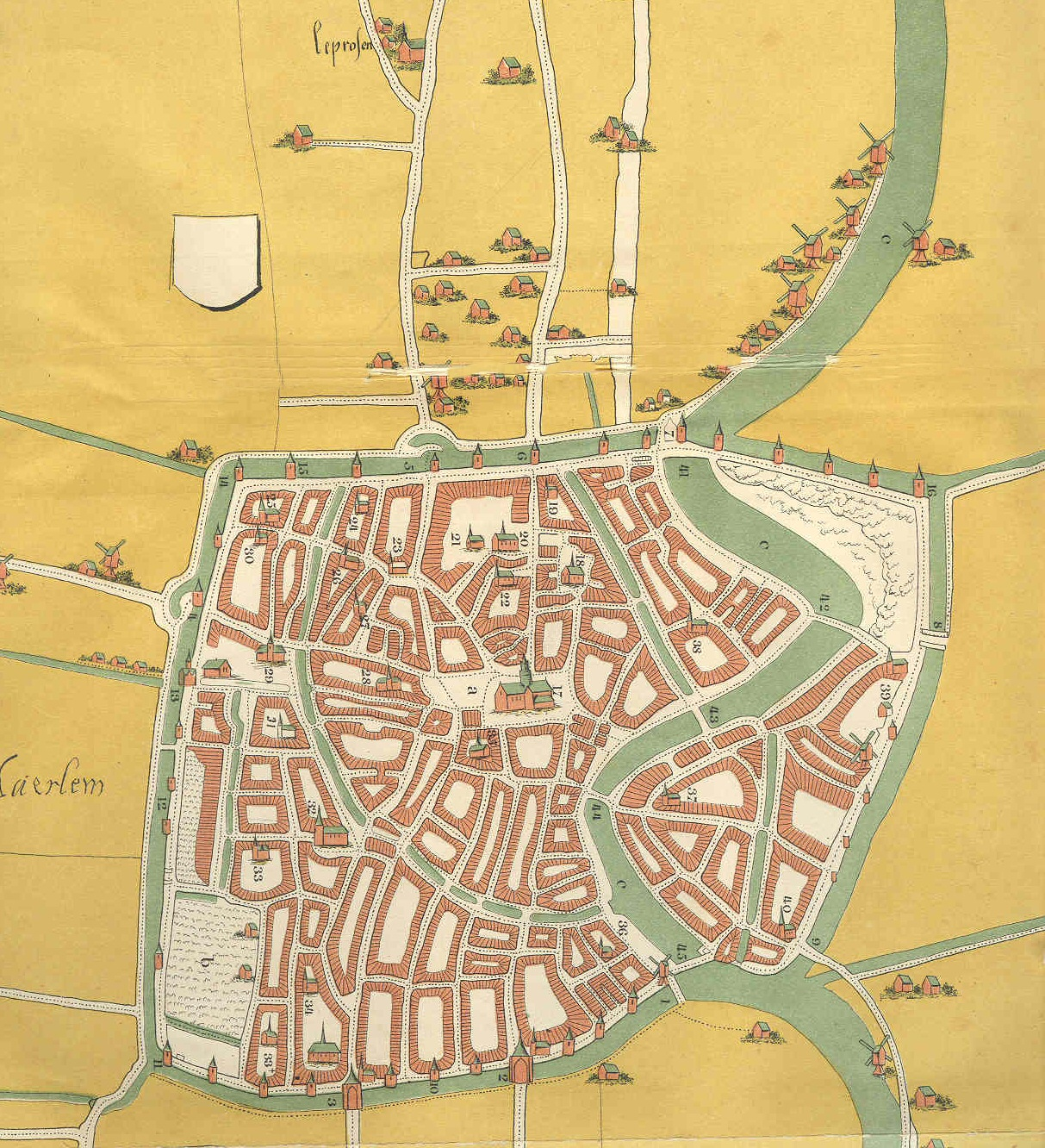
Haarlem okolo 1550, město obehnané hradbami a s pravidelnou zástavbou

Některá tato centra se mezi 11. a 13. stoletím přerodila ve vrcholně středověká města. Historikové dodnes vedou živou diskuzi, jaké přesně byly rozdíly mezi raně středověkými centry a vrcholně středověkými městy, tj. kdy lze o určité lokalitě říct, že to už je město. Někteří argumentují, že město vzniká až tehdy, když získá právní status města. Je nutné si ovšem i uvědomit, že dlouhou dobu existovala sídliště, plnící funkce města (netýká se jen hmotných a prostorových stránek, ale i institucí, ekonomie, sociální struktury, myšlení, způsobu života, hodnot a celé kultury), která status získala až mnohem později (např. Štětín, Gdaňsk, v českých zemích Lovosice), pokud vůbec. Zároveň je nutné vzít na vědomí, že existovala sídliště, která status města získala, ale vlivem jiných faktorů tuto funkci ve skutečnosti nikdy neplnila a časem zanikla nebo zůstala vesnicí. Seznam měst definovaných právně se tedy nekryje se seznamem měst fungujících společensko-ekonomicky. Proto se historikové snaží najít sadu typických znaků, podle kterých definovat středověké město:
- stanovení hranic města (hradby) – hradby nejen chránily obyvatelstvo, ale také vyznačovaly místo nadané městskými právy a privilegii a demonstrovaly samostatnost obce a připravenost k obraně. Nutno dodat, že jsou známa i města bez hradeb a naopak opevněné vesnice.
- utvoření nového, polyfunkčního centra – většinou bylo spojeno s obchodními aktivitami, pro které bylo vymezeno speciální místo – tržiště, ale zároveň toto místo sloužilo i jako středisko městské samosprávy a manifestace moci a zámožnosti. Konaly se zde veřejné exekuce, slavnosti a zábavy, stála zde budova radnice a farní kostel.
- zahuštění struktury města (ať už pravidelného nebo nepravidelného půdorysu)
- parcelace – souvisela s hustotou zástavby, nutností toto osídlení organizovat a tedy i s organickou zástavbou rozčleněnou pravidelnými systémy ulic.
- sociální diferenciace obyvatelstva – příliv obyvatelstva z venkova vedl ke společenskému rozrůznění, zároveň ve městech existovaly i speciální skupiny jako např. cizí kupci nebo Židé.
- rozrůzněná ekonomická základna – město bylo nejen centrem řemeslnické výroby a obchodu, ale svůj podíl zde mělo i specializované zemědělství. Zároveň města vytvářela vlastní závislé zemědělské oblasti, ze kterých také ekonomicky těžila.
- soubor církevních organizací – existovalo zde více kostelů i další církevní instituce. Podle Le Goffa je dokonce na vzniku měst závislý i příchod žebravých řádů do střední Evropy (hlavně dominikáni a minorité). S církevními institucemi souvisí i kulturní rozvoj, existence škol, umělecké a literární činnosti.
- soudní středisko (tj. existence městských soudů)

Problémem zůstává, že i raně středověká centra mohla mít jeden nebo více z těchto rysů, dále že vlastně u žádného centra není znám přesně ten bod, kdy se mění ve vrcholně středověké město. Navíc se seznam základních rysů středověkého města mezi jednotlivými historiky liší.

### Vznik vrcholně středověkých měst
Vznik vrcholně středověkých měst se váže k 11.–13. století a souvisel s příhodnými ekonomickými podmínkami. Zdokonalení technik obdělávání pole v 11. a 12. století vedlo ke zvýšení produkce a také zvýšené možnosti živit i osoby, které stály mimo bezprostřední zemědělskou produkci. Zároveň došlo ke stabilizaci státu, která souvisela s existencí plošné správní organizace (v Českých zemích se jednalo o hradskou organizaci) a ve svém důsledku vedla ke zvýšení hustoty obyvatelstva a opět i produktivity. Vlivem přebytků se rozvíjel obchod nejen se zemědělskými potravinami, ale s výrobky řemeslníků.
Pro vznik měst musely existovat i příhodné politické podmínky. Jejich existence souvisela s upevněním královské moci (ne náhodou nejvíc měst v Českých zemích vzniklo za vlády Přemysla Otakara II., krále železného a zlatého). V Čechách a na Moravě měl jediné právo udělit městský status panovník (jednalo se o regál) a tedy i šlechta musela mít jeho souhlas při zakládání vlastních poddanských měst.

## Německá kolonizace střední a východní Evropy
Silným podnětem pro rozvoj východoevropských a středoevropských středověkých měst jak v právním slova smyslu, tak i na ekonomické rovině, se stala německá kolonizace střední a východní Evropy. Tento příliv kolonistů se zároveň postaral o nekončící kontroverze ohledně jejich podílu na vzniku vrcholně středověké společnosti (potažmo společnosti moderní), kteréžto s politickým podtextem dodnes ovlivňují asi nejvíce, ale nejen polskou historiografickou obec. Někteří historikové považují představu, že se ze západu na východ šířila města, za zastaralou.
Podle nich se nešířila města, ale městské zřízení s jeho svobodami. Ovšem toto převzetí práv urychlilo rozvoj měst na východě. Němečtí osadníci s sebou přivedli dva systémy městských práv, které se staly vzorem pro právní řády prakticky všech českých měst. Kolonisté proudící ze severu si s sebou přinášeli právo magdeburské neboli právo saské a jižní větev většinou právo švábské.

## Akt založení města
Založením města byla obvykle pověřena zvláštní osoba – lokátor. Ten měl za povinnost vyměřit panovníkem určené místo, najít a usídlit zde obyvatelstvo, zajistit právní i faktickou existenci sídliště. Samozřejmě, že město jako organismus nevzniklo během několika měsíců ani let a to i přesto, že nová osada měla několikaleté úlevy na daních. Tato sídliště se po určitou dobu nacházela v provizorním stádiu, o jehož délce trvání nemáme jistoty. Archeologicky bylo na českém území prozkoumáno jedno takové provizorní sídliště Hradišťko u Davle, které zaniklo, ještě než se mohlo vyvinout do vrcholně středověkého města, a i v ostatních městech se nacházejí pozůstatky této přechodné etapy v podobě polozahloubených objektů, o jejichž přesném účelu se vedou hojné diskuze.

## Kategorie měst

### Královská a věnná města
Královská města spolu s královskými hrady byla nejprve důležitou součástí přímého královského majetku, brzy však začala být chápána jako majetek Koruny (státu). Tato královská doména proto měla být nezcizitelná a neměla být panovníkem zastavována, ale praxe řady králů na to nebrala ohled. Měst královských a věnných (z nich měla příjem královna) bylo v 16. století v českých zemích kolem 40. Privilegované postavení značně rozšiřovalo, jak práva města jako celku (královská města tvořila v pohusitském období třetí, městský stav), ale i osobní práva a postavení měšťanů.
Do přímého majetku krále (královské komory) patřila i města kamerální (též někdy komorní), která však neměla výsady a postavení královských měst. Tato města musela plnit poddanské povinnosti vůči královské komoře a král je mohl kdykoli prodat. V praxi se však rozdíl mezi královskými a kamerálními městy stíral.
Měšťanství bylo především sociálním statusem, jehož bylo nabýváno právním aktem přijetí. Jeho podmínkou bylo zakoupení domu, uplynutí příslušné doby, po kterou žadatel s městem „trpěl“, a v neposlední řadě předložení listu dokazujícího řádný manželský původ, případně listu výhostního, pokud žadatel přicházel z poddanského prostředí. Bylo také možno si měšťanství koupit nebo se přiženit do domu měšťanské rodiny. Města někdy také nabízela zadarmo měšťanství vzdělaným lidem.
Práva a povinnosti měšťanů se mohly v jednotlivých městech výrazně lišit, což bylo dáno i postavením samotného města. I v rámci skupiny plnoprávných měšťanů existovala určitá hierarchie osob. Postavení jednotlivých osob bylo vyjádřeno celou řadou vnějších projevů – například pořadím, v němž měšťané přistupovali k přijímání, místem, kde seděli v kostele apod.

### Poddanská města

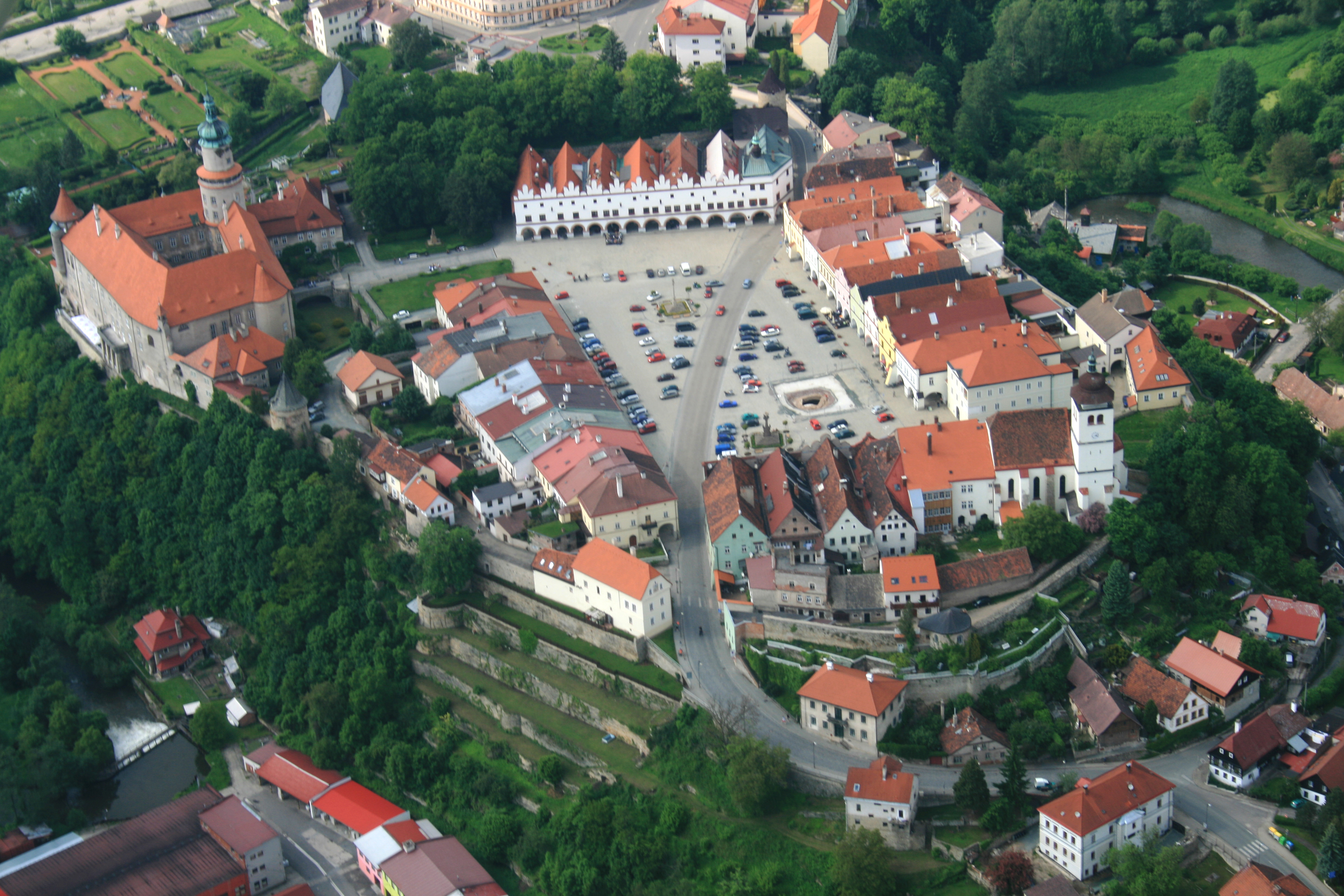
Nové Město nad Metují založené Janem Černčickým z Kácova nechal do renesanční podoby přestavět Vojtěch z Pernštejna

Poddanská města byla součástí panství a jejich obyvatelé byli poddanými vrchnosti stejně jako vesničtí sedláci. V principu by od nich vrchnost mohla vyžadovat robotu a jiné poddanské povinnosti, ale v praxi jim udělovala různá privilegia. Žádné z těchto privilegií nesmělo porušovat práva či finanční zisky vrchnosti. Nejvýznamnější poddanská města měla práva blížící se královským městům (např. Rožmberkové některým městům na svém panství dali královské právo přenesené z Písku).
Přestože o právech poddanského města rozhodovala vrchnost, musel povýšení osady na město vždy potvrdit panovník. Vedle toho potvrzoval i právo trhu. Podle vrchnosti se poddanská města mohou dělit na:
- církevní (biskupství nebo arcibiskupství, kláštery, kapituly)
- šlechtická
- komorní královská

V českých zemích začala církevní poddanská města vznikat již v 1. polovině 13. století, šlechta se do tohoto podnikání pouštěla mnohem váhavěji a největší počet šlechtických poddanských měst vznikl až v 2. polovině 13. století. Na počátku 15. století bylo v Čechách na 290 poddanských měst, významem a rozsahem hospodářských aktivit však hluboce zaostávala za královskými městy. Zdá se, že hlavním zdrojem obživy se zde staly aktivity spojené s existencí obchodních tras, které skrze tato města vedly.

### Horní města
Horní města náležela také panovníkovi a nacházela se u bohatých nalezišť nerostných surovin (Jihlava, Kutná Hora, České Budějovice, Jáchymov), často na jednotném čtvercovém půdorysu (Měděnec, Hora Svatého Šebestiána, Boží Dar, Výsluní, Nové Město pod Smrkem, Horní Blatná, Horní Benešov).

## Města v Československu a Česku
V Československu se až do roku 1939 status města nebo městyse vztahoval v případě obcí skládajících se z více osad (sídelních útvarů) pouze na příslušnou osadu, nikoliv na celou obec. Například obec Valašské Meziříčí tvořily dvě osady, a to město Valašské Meziříčí a městys Krásno nad Bečvou. Poté se status města (či městyse) vztahoval zásadně jen k celé obci.
V současnosti může být dle zákona o obcích městem nově stanovena taková obec, která má alespoň 3 000 obyvatel, pokud tak (na žádost obce) stanoví předseda Poslanecké sněmovny po vyjádření vlády. 
Zvláštním druhem měst jsou města statutární, které své vnitřní záležitosti upravují samostatně městskou vyhláškou (statutem města). Statutární města stanoví zákon o obcích taxativním výčtem. 
Družebními městy jsou dvě města ve dvou různých státech, která se dohodla na zvláštním partnerství v kulturní, někdy také v ekonomické oblasti.

### Podmínky pro jmenování obce v Česku městem
Označení městečko nebo město získávaly podle Pavla Drahovzala některé vsi od 13. století, kdy sem tento zvyk přinesli jak panovníci (ti zřizovali královská a věnná města), tak i místní vrchnost na majetcích šlechty a církevních institucí (poddanská a horní města a městečka), od 16. století bylo povýšení privilegiem panovníka. Města měla velkou míru samosprávy a specifická práva a svobody, městečko muselo být spádové a mít ráz městečka, charakteristickým rysem byla tržní funkce pro spádovou oblast.
Rozlišování městysů a měst převzala i rakouská Stadionova ústava z 20. března 1849 a provizorní říšský obecní zákon, vydaný téhož dne, které samosprávu, dosud charakteristickou jen pro města, rozšířily na celé území monarchie, rozdělené pro tento účel na obce, a zrušil privilegia měst a městeček. Definitivní rámcový říšský zákon o obecním zřízení, vydaný 5. března 1862, zmocnil jednotlivé země k vyhlášení vlastního obecního zřízení. Města a městyse měly právo udělovat měšťanské právo k užívání fondů, fundací a ústavů, to pak bylo v Československu 7. února 1919 zrušeno jako nedemokratické.
Po zániku monarchie byl titul v Československu udělován nadále, a to vládou a bez výslovného zákonného vymezení. Mezi její podmínky patřilo například mít regulační plán, kanalizaci, vodovod, elektrické osvětlení, hřbitov, zdravotní zařízení, školu, dlážděné chodníky a ulice, přičemž poskytované služby jsou dostupné i okolním obcím. Proto byl status městyse i města považován za prestižní záležitost.
Až do roku 1939 se status města nebo městyse vztahoval v případě obcí skládajících se z více osad pouze na příslušnou osadu, nikoliv na celou obec. Například obec Valašské Meziříčí tvořily dvě osady, a to město Valašské Meziříčí a městys Krásno nad Bečvou. V roce 1935 byla na město povýšena osada Liběchov.
Až do roku 1954 se obec stala městem nebo městysem, byla-li na ně povýšena. V roce 1948 byly na města povýšeny městyse Kopřivnice, Frýdlant nad Ostravicí a Libčice nad Vltavou. Vládní nařízení č. 14/1950 Sb. zavedlo čtyři kategorie místních národních výborů (I–IV) podle počtu obyvatel obce, avšak označení obcí titulem město nebo městys nebylo výslovně zrušeno.
17. květen 1954, první den účinnosti zákona 13/1954 Sb., o národních výborech, je považován za den faktického zániku obecní samosprávy, tedy právní subjektivity obcí. Ani tento zákon však výslovně nezrušil tituly městysů a měst. Zákon č. 65/1960 Sb. začal rozlišovat místní národní výbory a městské národní výbory. Za města tak začaly být považovány obce, v nichž byl zřízen městský národní výbor, ačkoliv ostatním městům nebyl titul města výslovně odňat. Ze zákona byl městský národní výbor v krajských a okresních městech, ostatní „velké obce městského charakteru“ určoval krajský národní výbor. Tuto soustavu národních výborů téhož roku převzala i nová československá ústava a další zákon o národních výborech, č. 69/1967 Sb., který upřesnil, že příslušné obce krajský národní výbor určuje na návrh okresního národního výboru. V roce 1968 byly přejmenováním místního národního výboru na městský povýšeny například Řevnice a Roztoky.
Federální ústavní zákon č. 294/1990 Sb., novelizující ústavu z roku 1960, obnovil obce jako samosprávné právnické osoby; stanovit postavení a působnost obcí svěřil do působnosti národních rad. Podle ústavního zákona měly být k 24. listopadu 1990 obnoveny tituly městysů a měst podle právního stavu před 17. květnem 1954. Zákon ČNR o obcích, schválený 4. září 1990, však obnovení historických označení výslovně neupravoval a vládní návrh zákona zjevně vycházel z předpokladu, že tituly město a městys byly zrušeny někdy v letech 1948 a 1949, a proto stanovil, že městy jsou ty obce, které byly obcemi před 17. květnem 1954 a měly k počátku účinnosti zákona, tedy do 24. listopadu 1990, městský národní výbor, a dále obce, které určí předsednictvo České národní rady na návrh vlády ČR nebo na návrh obce po vyjádření vlády. Pouhé zřízení městského národního výboru po roce 1960 však nebylo považováno za faktické povýšení na město. V období do roku 2000 byl více než 40 obcím vrácen status města a přes 30 dalších, které bývaly městysi, bylo podle ustanovení o navrácení statutu města de facto povýšeno na město.
Podle § 3 odst. 1 zákona o obcích ve znění účinném od 1. července 2006 může předseda Poslanecké sněmovny na návrh obce a po vyjádření vlády povýšit na město obec, která má alespoň 3000 obyvatel – na toto povýšení však není právní nárok a vlastní rozhodnutí záleží na vůli předsedy poslanecké sněmovny, který rozhoduje i na podkladě stanoviska vlády. Mezi obcemi, které nejsou městy, je i mnoho takových, jejichž počet obyvatel přesahuje 3000, od roku 2006 byly z tohoto titulu jmenovány městem pouze od 26. září 2006 Dobřichovice,  3. února 2011 Paskov, 21. srpna 2012 Chlumec, 17. července 2015 Jesenice u Prahy, 19. ledna 2017 Větřní, 27. srpna 2018 Veverská Bítýška, 22. července 2020 Štěpánov a 5. května 2023 Chýně.
Kritéria, podle nichž by vláda měla přijímat své stanovisko, byla vyhlášena v usnesení vlády České republiky ze dne 2. května 2001 č. 418 o určení kritérií pro posouzení návrhů obcí na stanovení městy vládou a o vyjádření vlády k žádostem obcí o stanovení městy. Kromě zákonného požadavku na počet obyvatel vyšší než 3000 osob se ve vládním usnesení nachází několik kritérií
- soustředěná městská zástavba středu obce (náměstí) se zpevněným povrchem a chodníky,
- převažující vícepodlažní nadzemní zástavba, celková zástavba obce se vyznačuje obytnými domy se dvěma a více byty a budovami sloužícími všeobecně potřebným službám.
- všechny ulice a veřejná prostranství v obci jsou pojmenovány,
- větší část obce je vybavena veřejným vodovodem a kanalizací, místními komunikacemi a chodníky s bezprašným povrchem a veřejným osvětlením,
- rozvinutá síť veřejných a všeobecně prospěšných služeb, přesahující znatelně potřeby místního obyvatelstva a sloužící i pro spádové území,
- Udržovaná veřejná zeleň a stavební objekty, včetně kulturních památek,
- organizovaný svoz tuhých odpadů,
- obec je vybavena základní školou, zdravotním zařízením a alespoň třemi stálými lékařskými místy a lékárnou, společenským sálem, poštou a peněžními službami, sportovištěm, tělocvičnou a ubytovacím zařízením s nejméně 20 lůžky. Do stávající vybavenosti lze započítat i zařízení, které je ve výstavbě, případně v rekonstrukci.
- obec vede obecní kroniku,
- vzdálenost obce, která žádá o stanovení městem, od dalšího města v dané oblasti.

Věcně příslušný odbor ministerstva vnitra ani v roce 2006 nepředpokládal do budoucna zásadní změnu tohoto systému.
Svaz měst a obcí České republiky přijal na svém IX. sněmu v květnu 2005 usnesení požadující obnovení titulu městys a navrácení titulů města a městyse obcí, které jej historicky měly. Usnesení iniciovaly jako první obce z okresů Chrudim a Havlíčkův Brod, především Libice nad Doubravou, Luže, Krucemburk. Novela zákona o obcích č. 234/2006 Sb. ve znění pozměňovacího návrhu Eduarda Vávry dala nárok na návrat statusu města takové obci, která někdy v minulosti byla městem, resp. která věrohodným způsobem prokáže, že tento status již v minulosti (před 17. květnem 1954) měla (§ 3 odst. 3 zákona č. 18/2000 Sb., o obcích), bez ohledu na počet obyvatel i další podmínky. Z historických měst, která o status města přišla, žádné nesplňovalo limit 3000 obyvatel – alespoň 2 000 obyvatel z nich měly k 1. lednu 2005 obce Libušín (2577), Luže (2570), Kryry (2429), Neveklov (2377) a Jistebnice (2003). Všem jmenovaným obcím byl na základě tohoto pozměňovacího návrhu v následujících letech status města navrácen.
Pro jmenování městysem obecná kritéria zákonem stanovena nejsou. Ministerstvo v roce 2006 hodlalo připravit pro vládu osnovu k vyjádření k žádostem, přičemž do doby jejího schválení chtělo žádosti posuzovat přiměřeně podle kritérií pro stanovení městem.
S titulem města nebo městyse nejsou dnes spojena žádná speciální práva a povinnosti, ani v působnosti samosprávy, ani v přenesené působnosti státní správy. Dnes jde pouze o otázku prestiže obce a sounáležitosti jejích občanů. Rozlišení práv je dnes dáno zařazením mezi obce s pověřeným obecním úřadem, obce s rozšířenou působností, statutární města a hlavní město.